# Los deseos concebidos
Los deseos concebidos es una película chilena de 1982, escrita y dirigida por Cristián Sánchez.

## Argumento
Un adolescente es expulsado de su escuela y comienza a vagar por la ciudad en busca de un lugar y ambiente que lo pueda acoger. Recorre lugares sórdidos y conoce personajes extraños, pero su búsqueda no lo conducirá a nada.

## Elenco
El elenco de la película estaba compuesto por:
- Andrés Aliaga
- Andrés Quintana
- Marcela González
- Arturo Vega
- Alfonso Luco
- Heidi Dettwiler
- Margarita Wielandt
- Florencia Velasco
- Leonardo Gaggero
- Gloria Münchmeyer
- Tennyson Ferrada
- Juan Cuevas
- José Miguel Vicuña
- Dennis Jones
- Javier Maldonado
- Gabriela Santelices
- Mónica Echeverría
- Erika Olivares
- Osvaldo del Campo
- Silvia Junis
- Mabel Farías